# アクリス (スイスの企業)
アクリスは、クリエイティブディレクター、アルベルト・クリームラーがデザインを手がける、女性向けラグジュアリーファッションを全世界で展開するスイスのファッションブランドである。

## 創業
アクリスは1922年、アリス・クリームラー＝ショッホが、スイス北東部の街ザンクト・ガレンで創業した。その歴史は、アリスが同地に裁縫工房を設立したことに始まる。1944年、アリスの息子、マックス・クリームラーが事業を引き継いだ。同社は急成長を遂げ、既製服の生産を開始。1950年、マックスが「Akris」ブランドをスタートさせる。ブランド名の「Akris」は、マックスの母であり創業者のアリス・クリームラー＝ショッホ（Alice Kriemler-Schoch）の名前の頭文字に由来している。
1980年、マックスと妻、ウテの息子、アルベルト・クリームラーがアクリスに入社する。1987年、アルベルトの弟、ピーター・クリームラーがザンクトガレン大学で法律と経済学を学んだ後、アクリスに入社。アルベルトと共にクリームラー家3代目として正式に事業を引き継ぐ。ピーターは現在、アクリスのグローバルCEOを務め、経営・生産部門の責任者でもある。2002年、日本市場に特化した子会社、株式会社アクリスジャパンを設立。2004年、パリのファッションウィークで、初のプレス向けファッションショーを開催。アクリスはオートクチュール・プレタポルテ連合協会の唯一のスイスブランドである。

## コレクション
アクリスのコレクションは品があり、スリーク（しなやかでスマートである）で、多様性のあるアイテムで構成されている。上質なファブリックを使い、クリアで構築的なラインと身体に沿ったテーラリング、そして洗練された配色でデザインされており、社会においてグローバルに活躍するビジネスウーマンからも高い支持を受けている。また、アーティストや建築家からインスパイアされた作品を発表し続けている。
1996年、アクリスは新しいライン、「アクリスプント」をスタートさせた。“プント”とはイタリア語でドット（水玉）の意味である。「アクリスプント」は、スポーティで遊び心のあるデイウエアコレクションで、シグネチャーのドットをさまざまなアイテムにおいて、思いがけない、楽しい方法で表現している。

## 広告キャンペーンフォト
スティーブン・クラインをはじめとする世界的に著名なフォトグラファーが、アクリスの広告キャンペーンフォトを撮影している。

## 売上と店舗
アクリスは売上や利益を公開していないが、スイス最大の衣料品メーカーである。
日本においては銀座中央通りの本店を始め全国の有名百貨店で販売している。海外では、アメリカ、イギリス、ドイツ、フランス、イタリア、韓国等にブティックを構える。

## アクリスを着用しているセレブリティ
モナコ公国のシャルレーヌ妃、アンジェリーナ・ジョリー、ニコール・キッドマン、ケイト・ブランシェット、サンドラ・ブロック、アマル・クルーニー、リース・ウィザースプーン、ゼンデイヤ、ミシェル・オバマ（バラク・オバマ前米国大統領夫人）、ナンシー・ペロシ（米国下院議長）、コンドリーサ・ライス（米国元国務長官）、シェリル・サンドバーグ（元Facebook CEO)、マリッサ・メイヤー（元Yahoo! CEO)などがアクリスを着用しているセレブリティとして名を連ねる。

## 生産
アクリスは創業以来、スイスのザンクト・ガレンに本社を置いている。糸の開発からメーカーと取り組み、生産は自社工場で一貫してコントロールしている。顧客へ商品を届けるまですべてを垂直統合することにより、高品質の製品を継続して提供することが可能となっている。

## アクリスを代表する素材
アクリスのクリエイションにとって、素材は最も重要な要素の一つである。アクリスが誕生したスイスのザンクト・ガレンは、古くからテキスタイル産業の中心として知られ、現在でも多くのテキスタイルメーカーが本拠地を置く。アクリスはそれら素材メーカーと協力し、最新のテクノロジーで独自の素材を開発している。
フォトプリント
フォトプリントはアクリスのシグネチャーと言って過言ではない技術である。
21世紀になって、アルベルトは、ファブリックに印刷するために新しいデジタル画像処理技術を探求し始めた。フォトプリントの技術革新に挑み、同時に芸術的な繊細さを駆使して、写真の魅力を上品で洗練された衣服やアクセサリーへ転写した。アクリスのフォトプリントを生み出すために、彼は有名なアーティストやフォトグラファー、建築家の作品から常にインスピレーションを得ている。毎シーズン発表されるフォトプリントのドレスやスカーフなどは、コレクターズアイテムとして人気を博している。
ザンクト・ガレン エンブロイダリー
アクリスの代表的素材であるザンクト・ガレン エンブロイダリーは、アクリスの本社があるスイスのザンクト・ガレンが誇る伝統的技術に支えられた刺繍技術である。幾何学模様やグラフィックデザインに基づいたモダンなデザインは、アクリスのシグネチャーの一つとして毎シーズンコレクションに登場している。
ダブルフェイス
アクリスを代表する技術、「ダブルフェイス」。布の端を２層に引き裂き、両端を折り込み、ひと針ひと針まつって完成させる、という高度な職人の技術によって作られる。縫い目が見えない完璧な一枚の布地に仕上げられるアクリスのダブルフェイス生地は、まるで表裏が同じように美しく、しなかやかつ強度があるジャケットやドレス、コートなどをさまざまなアイテムに採用されている。
ホースヘア生地
ごく限られた量しか採取できない希少なホースヘア（馬の尾の毛）を特殊な技術で染め、19世紀の織り機で織り上げて作られる。ナチュラルな色合いとなめらかな光沢があり、軽量で、耐久性の高い素材である。主にバッグや革小物等に採用されている。
トラぺゾイド（台形）
アクリスのシグネチャーシェイプであるトラぺゾイド（台形）は、アクリス（Akris) の頭文字、Ａを象った形として、バッグやベルトのバックル、ファスナーのプラー、刺繍等でしばしば表現される。この形のインスピレーションとなったのは中国浙江省の金華建築芸術公園のパビリオンで、メキシコ人建築家のタチアナ・ビルバオが設計した。

## 沿革
- 1922年　アリス・クリームラー＝ショッホがスイス北東部の街、ザンクト・ガレンに裁縫工房を設立。

- 1930年　工房を拡大し、25人の女性裁縫師を雇用。アリスの夫、アルベルト・クリームラー＝ショッホが
同ビジネスの販売部門を管理。

- 1944年　アルベルト・クリームラー＝ショッホの予期せぬ死去により、アリスとアルベルトの息子、
マックス・クリームラーが家業に参加。

- 1950年　マックスとアリスが経営を刷新。商圏を広げ、ヨーロッパの他の国でもビジネスを開始。

- 1960年-1970年　マックスが妻ウテの力を借りつつ、アクリス・ブランドの拡大と地盤固めに奔走。
サン＝クレールやテッド・ラピドス、ジバンシィなどの有名ファッションハウスとも提携。

- 1980年　マックスとウテの息子、アルベルト･クリームラーがアクリスに入社。

- 1984年　後に最重要マーケットの一つとなるアメリカにおいて、アクリスの販売を開始。

- 1986年　大学で法律と経営学を学んだアルベルトの弟、ピーター・クリームラーが家業に参加。

- 1987年　アルベルトとピーターが正式に事業を引き継ぐ。アルベルトはクリエイティブ部門、
ピーターが経営と生産部門の責任者となる。

- 1988年　ニューヨークの高級百貨店、バーグドルフ・グッドマンで販売を開始。

- 1995年　世界的フォトグラファー、スティーブン･クライン撮影による初のインターナショナル広告
キャンペーンを実施。モデルにはステラ・テナントを起用。

- 1996年　デイウェアコレクション、アクリスプントを発表。

- 1997年　アクリス初の路面店をボストンにオープン。以後、モナコ（1997年）、デュッセルドルフ（1998年）、フランクフルト（1999年）、パリ（2000年）、ウィーン（2002年）、ニューヨーク（2003年）、
ハンブルク(2004年)、ロンドン（2005年）、東京･銀座（2011年）、ミュンヘン（2011年）にも出店。

- 1999年　フランスオートクチュール協会のメンバーに選ばれる。

- 2002年　日本市場に特化した子会社を東京に設立。

- 2004年　パリのファッションウィークで、初のプレス向けファッションショーを開催。

- 2006年　アクリス本社のあるスイス、ザンクト・ガレンのテキスタイル・ミュージアムにおいて、
アートとアパレルに関する企画展の一環として、「アクリス/ザンクト・ガレン発のファッション」を開催。

- 2008年　ドイツの高級ハンドバッグブランドのコンテスを傘下におく。
アルベルト･クリームラーは振付師、ジョン・ノイマイヤー率いるハンブルク・バレエ団の「ヨゼフの伝説」のコスチュームをデザイン。
スイス連邦文化局がアルベルト･クリームラーにスイス・グラン･プリ・デザイン賞を授与。

- 2009年　アクリス初のハンドバッグコレクションを発表。アルベルト・クリームラーがスイス・デザイン賞（Merit）を受賞。

- 2010年　ニューヨークのバーグドルフ・グッドマンにおけるアクリスの20周年記念行事を開催。写真家スティーブン・クラインとの15年にわたるコラボレーションの展示会を行う。
安藤忠雄設計の21_21 DESIGN SIGHT（東京）で「オーバー・ザ・イヤーズ」と題するエキシビションを開催。
アルベルト･クリームラーが業界の権威であるファッション・グループ・インターナショナル（FGI）からナイト・オブ・スターズ（ファッション部門）を受賞。

- 2012年　アクリス社創業90周年を迎える。ニューヨーク在住のヴァレリー・スティール氏の監修のブランドブック「Akris」をアスリーヌ社より出版。
アクリスがパリコレクションに参加して10周年を迎える。

- 2014年　アルベルト・クリームラーは、トーマス・ルフの作品からインスパイアされたコレクションを、デュッセルドルフ・クンストハレ（芸術分野の展覧会を行うための所蔵品を持たない美術館）の洗練された雰囲気の中で披露。
ウィーンのデザイン・ミュージアム「MAK」の150周年を記念して開催されたエキシビション「Vorbilder」に、アクリスの小さいLEDランプを散りばめた革新的な３ルックが選ばれる。
ロンドンのデザイン・ミュージアムで開催された「Women Fashion Power」展において、モナコ公国のシャルレーヌ妃が着用されたアクリスのドレスが展示される。

- 2015年　アルベルト・クリームラーは、ウィーン国立歌劇場で上演された振付師のジョン・ノイマイヤーによるバレエ「いにしえの祭り・ヨゼフの伝説」の衣装デザインを手がける。
2016年春夏コレクションでは、日本人建築家、藤本壮介氏からインスパイアされた作品を発表。

- 2016年　アルベルト・クリームラーは、振付師、ジョン・ノマイヤー率いるハンブルク・バレエ団によるバレエ「トゥーランガリラ」の衣装デザインを手がける。
アルベルト・クリームラーは、FIT（ファッション工科大学）クチュール協会賞を受賞。さらに初めて、ニューヨーク ファッションウィークにて画家、カルメン・ヘレラからインスピレーションを得た2017年春夏コレクションを発表。
アクリスはイタリアマーケットに進出。イタリア初となる路面店をミラノのスピーガ通りにオープン。

- 2017年　アルベルト・クリームラーは、パリファッションウィークにてカナダ人アーティスト、ロドニー・グラハムとコラボレーションした2017年秋冬コレクションを発表。ショー会場としてあらたにパレ・ド・トーキョーを選ぶ。
フランスカンヌ、クロワゼット大通りに路面店をオープン。
- 2019年　2020年春夏コレクションで、シグネチャーバッグである「Ai (アイ）」バッグが誕生10周年を迎える。
- 2020年　2020年プレフォールコレクションで、アルベルト・クリームラーがクリエイティブ ディレクターに就任し40周年を迎えた。
- 2023年4月24日　ブランド誕生100周年を記念して、2023年秋冬コレクションのショー“A Century in Fashion 2023 Akris Fall Winter Collection Show”を東京・上野の東京国立博物館 法隆寺宝物館で開催